# 天体カタログ
天体カタログ（てんたいカタログ、astronomical catalog）とは、ある一定の種類や形態、起源、検出法、発見法に従ってまとめられた天体のリストまたは表である。単にカタログと呼ぶ場合もある。恒星のカタログは特に星表と呼ばれる。通常、天体カタログは掃天観測の成果物として発表されることが多い。
天体カタログに登録された個々の天体はそれらを識別する符号（大抵はカタログの略称+番号）で呼ばれ、カタログの各項目には最低限、その天体の座標が記載されている。これに加えて、天体の明るさや色、視直径、運動に関する情報など、天体の種類に応じた情報が記載される場合もある。

## 主な天体カタログ
- ヨハン・バイエルのウラノメトリア（バイエル符号）
- ジョン・フラムスティードの星表（フラムスティード番号）
- シャルル・メシエのメシエカタログ (M1 - M110)
- ニュージェネラルカタログ（NGC 0001 - NGC 7840、星図上では4桁の数字で表される場合もある）
- インデックスカタログ
- メロッテカタログ
- グリーゼ近傍恒星カタログ
- ケンブリッジ電波源カタログ（第一版 (1C)〜第八版 (8C) と改訂第三版 (3CR) がある）
- 輝星星表
- ヘンリー・ドレイパーカタログ
- ヒッパルコス星表
- ガイド星星表